# Kokpunkten (äventyrsbad)
Kokpunkten är ett äventyrsbad vid Mälaren i Västerås som invigdes 2014. Anläggningen är inrymd i det byggnadsminnesförklarade Västerås ångkraftverk.

## Historia
Västerås ångkraftverk togs i drift 1917. Det avvecklades 1992. Peab tog över det då byggnadsminnesförklarade ångkraftverket 1999. En del av ångkraftverket, den tidigare mellanbyggnaden, tömdes och byggdes om till äventyrsbad. Det invigdes i augusti 2014. Ångkraftverkets höga pannhus byggdes därefter om till Steam Hotel, vilket invigdes i augusti 2017.

## Äventyrsbad
Kokpunkten är en smal, djup och åtta våningar hög byggnad byggd inne i det gamla kraftverket, med barnbad/lekland, simbassänger, åkbanor, en relaxavdelning, cafeteria och lokaler för bokade grupper.
Delar av väggarna belyses med färger, streck eller bilder som palmer, sandstränder, vattenfall eller fiskar och i en sorts biograf kallad aquacinema simmar man som i ett akvarium. SM i vattenrutschbana anordnades för andra året den 14 oktober 2017 i samarbete med badanläggningarna Fyrishov, Gustavsvik och AquaNova. 

## Utmärkelser
Kokpunkten nominerades till Årets Bygge år 2015.

## Ekonomi
Västerås kommunfullmäktige beslutade 2006 att kommunen skulle bidra med upp till 15 miljoner kronor per år i 25 år i driftsbidrag till Kokpunkten. Detta i syfte att hålla nere biljettpriserna. Bolaget Kokpunkten Fastighets AB har under åren 2016 till 2020 gått med förlust varje år.